# Кивиярви (озеро, Ленинградская область)
Кивиярви — небольшое озеро на Карельском перешейке. Административно находится во Всеволожском районе Ленинградской области.
Из озера вытекает река Кивиоя, которая впадает во Вьюн, таким образом озеро является частью бассейна Вьюна, Ладожского озера и реки Невы.
Озеро частью заболоченное. В длину примерно 500 метров. К озеру ведёт дорога от трассы Р-33 и от грунтовой дороги Васкелово — трасса Р-33. Ближайший населённый пункт — коттеджный посёлок Перемяки.